# Hypsobadistes tenuis
Hypsobadistes tenuis är en insektsart som beskrevs av Theodore Huntington Hubbell 1977. Hypsobadistes tenuis ingår i släktet Hypsobadistes och familjen grottvårtbitare. Inga underarter finns listade i Catalogue of Life.